# Аномалон
Аномалон — гипотетическая субатомная частица. Аномалон — вторичная частица, возникающая в результате бомбардировки ядра-мишени другим ядром. Его также называют фрагментом налетающего ядра. Необычность аномалона обусловлена тем, что, являясь ядерным фрагментом, по своему объёму он превышает целое ядро. Другая необъяснимая странность заключается в том, что время реакции, в результате которой появляется аномалон, существенно превышает время взаимодействия ядер.
Сергей Богданов, профессор кафедры экспериментальной ядерной физики Санкт-Петербургского государственного технического университета, считает, что своим названием аномалон обязан опечатке: «При подготовке статьи о необычных (anomalous) сечениях вторичных ядерных фрагментов автор вместо „u“ напечатал „n“, что и послужило поводом для появления в научной литературе нового термина».